# 君子协定 (1935年电影)
《君子协定》（英语：Gentlemen's Agreement）是一部1935年英国黑白冒险片，由乔治·皮尔森执导，由弗雷德里克·佩斯利饰演盖伊·卡法克斯，费雯·丽饰演菲尔·斯坦利。它由不列颠和自治领皇家工作室和英国派拉蒙影业制作。据英国电影协会称，这部电影未以任何形式保存下来。

## 概要
一位年轻的医生意识到他的父亲是个庸医。

## 演员
- 弗雷德里克·佩斯利 - 盖伊·卡法克斯
- 费雯·丽 - 菲尔·斯坦利
- 安东尼·霍莱斯 - 比尔·本特利
- 戴维·霍恩 - 查尔斯·莱斯爵士
- 维拉·博格蒂 - 多拉·德勒梅尔
- 维克托·斯坦利 - 威廉姆斯
- 罗纳德·夏纳 - 吉姆·费林
- 凯特·萨克森 - 费林太太